# Ammophila nitida
Ammophila nitida es una especie de avispa del género Ammophila, familia Sphecidae.

## Taxonomía
Fue descrito por primera vez en 1834 por Fischer de Waldheim.